# Нижнепопов
Нижнепопо́в — хутор в Белокалитвинском районе Ростовской области.
Административный центр Нижнепоповского сельского поселения.

## География
Хутор находится на левом берегу реки Калитва, на расстоянии 3 км к востоку от города Белая Калитва, административного центра района.

## Население
| 1989 | 2002 | 2010 |
| ---- | ---- | ---- |
| 727  | ↗886 | ↘884 |

## Улицы
| - ул. 2-я, - ул. Бирюзовая, - пер. Казачий, - пер. Колхозный, | - пер. Лазоревый, - ул. Линейная, - ул. Молодёжная, - ул. Мостовая, | - ул. Набережная, - ул. Новая, - ул. Первая, - пер. Речной, | - ул. Светлая, - ул. Строительная, - пер. Торговый, - ул. Школьная. |

## Инфраструктура
На хуторе действуют школа и дом культуры.